# Jorien Voorhuis
Jorien Johanna Maria Voorhuis (* 26. August  1984 in Hengelo) ist eine ehemalige niederländische Eisschnellläuferin.

## Werdegang
Voorhuis wurde zweimal niederländische Juniorenmeisterin im Kleinen-Vierkampf und gewann bei den Juniorenweltmeisterschaften 2003 in Roseville sowie bei den Juniorenweltmeisterschaften 2004 in Kushiro jeweils die Goldmedaille in der Teamverfolgung. Zudem errang sie dabei die Plätze sieben und acht im Kleinen-Vierkampf. Bei der Winter-Universiade 2005 in Innsbruck holte sie die Bronzemedaille über 1500 m, die Silbermedaille über 3000 m und die Goldmedaille über 5000 m. In der Saison 2006/07 nahm sie in Moskau erstmals am Eisschnelllauf-Weltcup teil, wobei sie in der B-Gruppe den vierten Platz über 1500 m errang und erreichte mit dritten Plätzen in der Teamverfolgung in Turin sowie in Erfurt ihre ersten Podestplatzierungen im Weltcup. In der folgenden Saison kam sie mit drei Top-Zehn-Platzierungen auf den achten Platz in der Weltcupwertung über 1500 m und wurde bei den Einzelstreckenweltmeisterschaften 2008 in Nagano Elfte über diese Distanz. In der Saison 2008/09 lief sie auf den siebten Platz in der Weltcupwertung über 3000/5000 m und bei der Mehrkampfweltmeisterschaft 2009 in Hamar auf den fünften Rang im Kleinen-Vierkampf. Bei den Einzelstreckenweltmeisterschaften 2009 in Richmond wurde sie Zehnte über 5000 m und Vierte über 3000 m. Zudem gewann sie dort die Silbermedaille in der Teamverfolgung. Im folgenden Jahr belegte sie bei der Mehrkampfweltmeisterschaft in Heerenveen den sechsten Platz im Kleinen-Vierkampf, bei der Mehrkampfeuropameisterschaft 2010 in Hamar den siebten Rang im Kleinen-Vierkampf und bei den Olympischen Winterspielen 2010 in Vancouver den zehnten Platz über 5000 m sowie den sechsten Rang in der Teamverfolgung.
Nachdem Plätzen drei und zwei in der Teamverfolgung in Berlin und Hamar zu Beginn der Saison 2010/11, erreichte Voorhuis mit drei Top-Zehn-Platzierungen, darunter Platz drei über 3000 m in Heerenveen den sechsten Platz in der Weltcupwertung über 3000/5000 m. Bei der Mehrkampfeuropameisterschaft 2011 in Klobenstein wurde sie Fünfte im Kleinen-Vierkampf, bei der Mehrkampfweltmeisterschaft 2011 in Calgary Sechste im Kleinen-Vierkampf und bei den Einzelstreckenweltmeisterschaften 2011 in Inzell Neunte über 5000 m sowie Siebte über 3000 m. Zudem gewann sie dort die Bronzemedaille über 1500 m. Im folgenden Jahr lief sie bei der Mehrkampfweltmeisterschaft in Moskau auf den neunten Platz im Kleinen-Vierkampf und bei den Einzelstreckenweltmeisterschaften in Heerenveen auf den neunten Rang über 5000 m. In der Saison 2013/14 erreichte sie mit fünf Top-Zehn-Platzierungen und in der Saison 2014/15 mit sechs Top-Zehn-Platzierungen, darunter der dritte Platz in Obihiro über 3000 m jeweils den fünften Platz in der Weltcupwertung über 3000/5000 m. Bei der Mehrkampfeuropameisterschaft 2015 in Tscheljabinsk belegte sie den fünften Platz im Kleiner-Vierkampf und bei den Einzelstreckenweltmeisterschaften 2015 in Heerenveen jeweils den vierten Rang über 3000 m und 5000 m. In der Saison 2015/16 lief sie erneut auf den sechsten Platz in der Weltcupwertung über 3000/5000 m. Dabei kam sie in Heerenveen bei ihren letzten Rennen im Weltcup mit dem zweiten Platz über 3000 m letztmals im Weltcup aufs Podest.

## Erfolge

### Olympische Spiele
- 2010 Vancouver: 6. Platz Teamverfolgung, 10. Platz 5000 m

### Einzelstrecken-Weltmeisterschaften
- 2008 Nagano: 11. Platz 1500 m
- 2009 Richmond: 2. Platz Teamverfolgung, 4. Platz 3000 m, 10. Platz 5000 m
- 2011 Inzell: 3. Platz 1500 m, 7. Platz 3000 m, 9. Platz 5000 m
- 2012 Heerenveen: 9. Platz 5000 m
- 2015 Heerenveen: 4. Platz 3000 m, 4. Platz 5000 m

### Mehrkampf-Weltmeisterschaften
- 2009 Hamar: 5. Platz Kleiner-Vierkampf
- 2010 Heerenveen: 6. Platz Kleiner-Vierkampf
- 2011 Calgary: 6. Platz Kleiner-Vierkampf
- 2012 Moskau: 9. Platz Kleiner-Vierkampf

### Europameisterschaften
- 2010 Hamar: 7. Platz Kleiner-Vierkampf
- 2011 Klobenstein: 5. Platz Kleiner-Vierkampf
- 2015 Tscheljabinsk: 5. Platz Kleiner-Vierkampf

## Persönliche Bestzeiten
| Disziplin | Zeit        | Datum             | Ort            |
| --------- | ----------- | ----------------- | -------------- |
| 500 m     | 39,16 s     | 12. Februar 2011  | Calgary        |
| 1000 m    | 1:17,24 min | 24. Februar 2007  | Calgary        |
| 1500 m    | 1:54,85 min | 16. November 2013 | Salt Lake City |
| 3000 m    | 3:59,51 min | 15. November 2013 | Salt Lake City |
| 5000 m    | 6:59,23 min | 12. Februar 2011  | Calgary        |